# Michel Debré
Michel Debré (15 de enero de 1912 - 2 de agosto de 1996) fue un político francés.

## Biografía
Fue colaborador de Charles de Gaulle, estando al servicio del general como ministro de Justicia (1958-1959), primer ministro (1959-1962), ministro de Economía (1966-1968) y ministro de Asuntos Exteriores (1968 a 1969), y bajo su sucesor, Georges Pompidou, como ministro de Defensa (1969-1973).
Michel Debré supervisó la redacción del borrador de la constitución de la Quinta República Francesa, también llamada «Constitución de 1958». 
Debió hacer frente al putsch militar de 1961, durante la guerra de Argelia.
También fue candidato en la elección presidencial de 1981.
| Predecesor: Robert Lecourt            | Ministro de Justicia 1958–1959                      | Sucesor: Edmond Michelet           |
| Predecesor: Pierre Garet              | Ministro de Reconstrucción y Vivienda interino 1958 | Sucesor: -                         |
| Predecesor: Vincent Badie             | Ministro de Veteranos y Víctimas de Guerra 1958     | Sucesor: Edmond Michelet           |
| Predecesor: Charles de Gaulle         | Primer ministro de Francia 1959–1962                | Sucesor: Georges Pompidou          |
| Predecesor: André Boulloche           | Ministro de Educación Nacional interino 1959–1960   | Sucesor: Louis Joxe                |
| Predecesor: Valéry Giscard d'Estaing  | Ministro de Economía y Finanzas 1966–1968           | Sucesor: Maurice Couve de Murville |
| Predecesor: Maurice Couve de Murville | Ministro de Asuntos Exteriores 1968–1969            | Sucesor: Maurice Schumann          |
| Predecesor: Pierre Messmer            | Ministro de Defensa Nacional 1969–1973              | Sucesor: Robert Galley             |

- Datos: Q296386
- Multimedia: Michel Debré / Q296386